# Bonifacia Rodriguez Castro
Pour les articles homonymes, voir Rodriguez et Castro.
 (mars 2012).
Si vous disposez d'ouvrages ou d'articles de référence ou si vous connaissez des sites web de qualité traitant du thème abordé ici, merci de compléter l'article en donnant les références utiles à sa vérifiabilité et en les liant à la section « Notes et références ».
Bonifacia Rodriguez Castro (Salamanque, 6 juin 1837 - 8 août 1905, Zamora) est une religieuse espagnole, fondatrice des Servantes de Saint Joseph.

## Éléments biographiques
À 15 ans, Bonifacia travaille dans la passementerie, mais elle fait des horaires éreintants, et touche un salaire de misère. Elle finit par ouvrir son propre atelier, et sa mère devenue veuve, la rejoint. Des jeunes filles viennent grossir l'effectif et commencent par être attirées par la spiritualité qu'elle développe, basée sur l'idée de « prendre modèle sur la vie cachée de la Sainte Famille ». 
Alors qu'elle songe à entrer dans un couvent, la rencontre avec le père jésuite Francesc Xavier Butinyà (es) l'oriente vers la fondation d'une nouvelle congrégation. Elle fonde alors les Servantes de Saint Joseph (qui s'occupe de l'éducation sociale et chrétienne des travailleuses) en 1874, avec sept compagnes. Divers problèmes avec le clergé local la pousse à l'exil. En 1883, elle s'installe avec sa mère à Zamora, dans l'ouest de l'Espagne, où elle fonde un nouvel atelier. Pendant ce temps, la maison de Salamanque la désavoue et modifie même la constitution originale.  
Elle décède le 8 août 1905 à Zamora. La maison de Zamora ne fut incorporée à la congrégation que le 23 janvier 1907, ce qui mit fin à la division de la congrégation. Mais ce n'est qu'en 1941 qu'un processus de réhabilitation à sa mémoire fut entamé aboutissant à la reconnaissance de son titre de fondatrice, ce qui rendait justice à l'histoire des origines de la congrégation. 

## Canonisation
Elle est béatifiée en 2003 par Jean-Paul II, et canonisée en 2011 par Benoît XVI.